# Šavnik
 Ovo je glavno značenje pojma Šavnik. Za naselje u općini Fojnica, BiH pogledajte Šavnik (Fojnica, BiH).
Šavnik je gradić i općinski centar u sjeverozapadnom dijelu Crne Gore (Staroj Hercegovini) i centar južnog dijela Durmitorskog kraja.

## Stanovništvo
Po posljednjem službenom popisu stanovništva iz 2011. godine, općina Šavnik imala je 2.070 stanovnika, raspoređenih u 27 naseljenih mjesta.
Nacionalni sastav:
- Crnogorci - 1.114 (53,82)
- Srbi - 878 (42,44)
- nacionalno neopredijeljeni - 47 (2,27)

Vjerski sastav:
- pravoslavni - 2.007 (96,96)
- ostali - 2 (0,10)
- neopredijeljeni - 24 (1,16)
- ne vjeruju - 14 (0,68)[1]

## Naseljena mjesta
Bare, 
Boan, 
Dobra Sela, 
Donja Bijela, 
Donja Bukovica, 
Dubrovsko, 
Duži, 
Godijelji, 
Gornja Bijela, 
Gornja Bukovica, 
Grabovica, 
Komarnica, 
Krnja Jela, 
Malinsko, 
Miloševići, 
Mljetičak, 
Mokro, 
Petnjica, 
Pošćenje, 
Previš, 
Pridvorica, 
Provalija, 
Slatina, 
Strug, 
Šavnik, 
Timar, 
Tušina

## Nacionalni sastav po naseljenim mjestima
UPOZORENJE: Slijede rezultati popisa iz 2003., no 2011. je održan novi popis čiji detaljni rezultati po naseljenim mjestima još nisu službeno objavljeni.
- Bare - uk.301, Srbi - 171, Crnogorci - 121, neopredijeljeni - 3, ostali - 6
- Boan - uk.80, Srbi - 60, Crnogorci - 19,neopredijeljeni - 1
- Godijelji - uk.79, Crnogorci - 43, Srbi - 25, neopredijeljeni - 11
- Gornja Bijela - uk.98, Srbi - 54, Crnogorci - 38, ostali - 6
- Gornja Bukovica - uk.134, Crnogorci - 71, Srbi - 49, neopredijeljeni - 11, ostali - 3
- Grabovica - uk.39, Crnogorci - 28, Srbi - 10, ostali - 1
- Dobra Sela - uk.154, Srbi - 91, Crnogorci - 59, neopredijeljeni - 1, ostali - 3
- Donja Bijela - uk.78, Crnogorci - 41, Srbi - 37
- Donja Bukovica - uk.100, Crnogorci - 58, Srbi - 40, neopredijeljeni - 1, ostali - 1
- Dubrovsko - uk.51, Crnogorci - 28, neopredijeljeni - 9, Srbi - 7, ostali - 7
- Duži - uk.155, Srbi - 79, Crnogorci - 75, neopredijeljeni - 1
- Komarnica - uk.66, Crnogorci - 34, Srbi - 30, neopredijeljeni - 1, ostali - 1
- Krnja Jela - uk.84, Crnogorci - 52, Srbi - 30, neopredijeljeni - 1, ostali - 1
- Malinsko - uk.78, Crnogorci - 33, Srbi - 32, neopredijeljeni - 12, ostali - 1
- Miloševići - uk.17, Srbi - 13, Crnogorci - 3, neopredijeljeni - 1
- Mljetičak - uk.54, Srbi - 35, Crnogorci - 16, neopredijeljeni - 3
- Mokro - uk.89, Srbi - 61, Crnogorci - 28
- Petnjica - uk.36, Srbi - 29, Crnogorci - 7
- Pošćenje - uk.81, Srbi - 49, Crnogorci - 30, neopredijeljeni - 1, ostali - 1
- Previš - uk.61, Srbi - 46, Crnogorci - 12, neopredijeljeni - 3
- Pridvorica - uk.20, Srbi - 17, Crnogorci - 3
- Provalija - uk.35, Srbi - 18, Crnogorci - 17
- Slatina - uk.106, Crnogorci - 57, Srbi - 42, neopredijeljeni - 3, ostali - 4
- Strug - uk.95, Srbi - 56, Crnogorci - 39
- Timar - uk.106, Srbi - 60, Crnogorci - 40, neopredijeljeni - 4, ostali - 2
- Tušina - uk.180, Crnogorci - 92, Srbi - 86, neopredijeljeni - 1, ostali - 1
- Šavnik - uk.570, Crnogorci - 336, Srbi - 171, neopredijeljeni - 30, ostali - 33

## Jezici
- srpski - 2.389 (81,06)
- crnogorski - 484 (16,42)
- ostali i nepoznato - 74 (2,52)

## Poznate osobe
U šavničkom kraju, u selu Petnjica rođen je Radovan Karadžić, srpski vođa tijekom rata u Bosni i Hercegovini. Iz istog sela je i podrijetlo Vuka Karadžića, reformatora srpske ćirilice i kulturnog djelatnika. Selo Duži, rodno su selo Oborkneza Đoka Malovića, spomenutog u epu Ivana Mažuranića, Smrt Smail-age Čengića, te fiktivnom povijesnom romanu Đavo u Manastiru, Dušana Baranina.